# Vox humana

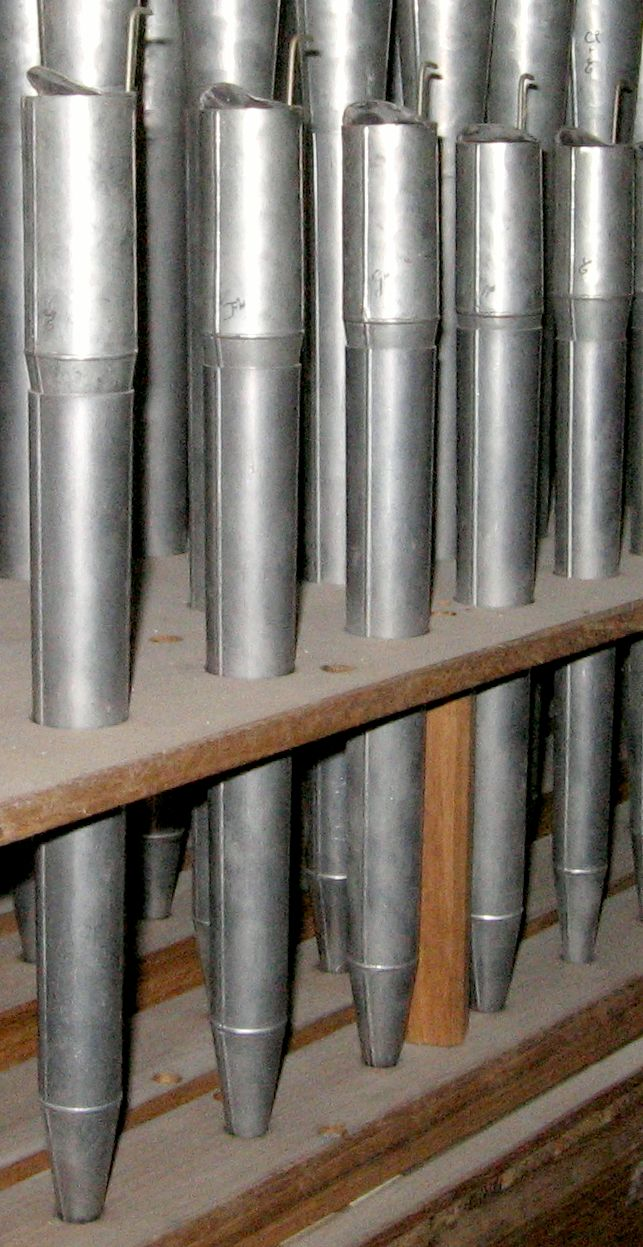
Vox humana pipor

Vox humana (latin för "mänsklig röst", även "voz humana" på spanska och portugisiska, "voix humaine" på franska och "voce umana" på italienska, även om "voce umana" också är en term för ett "celeste" stämma) är en kort rörstämma på piporgel, namngivet på grund av dess förmodade likhet med mänsklig röst. Som regel används stämman med en tremulant, som undulerar vindkraft, vilket orsakar en vibrato effekt. Vox humana är avsedd att framkalla intrycket av en sångkör eller solist, men framgången med denna avsikt beror lika mycket på akustiken i rummet där orgeln talar med ljudet från pipan. Den är nästan jämt en 8 fot stämma, men på teaterorglar är det inte ovanligt att stöta på en kör av vox humana stämmor med 8 och 4 fot stämmor, med tillsatsen av en 16 fot som fungerar som ett pedalstämma.
Vox humana är en av de äldsta rörstämmorna i orgelbyggnaden, baserat på sitt utseende i mycket tidiga instrument. Det är vanligt på franska klassiska organet s på 1600-talet och 1700-talet, där den användes som en solostämma. Vox humana förekommer också på tyska och nederländska orglar under samma period, men inte lika ofta som i Frankrike. Franska orglar på 1700-talet och 1800-talet presenterade nästan alltid med voix humain i Récit, men vid denna tid hade litteraturen utvecklats och den användes för att spela rika, harmoniska ackordprogressioner. Många amerikanska orglar som är inbyggda i den romantiska stilen har även en vox humana för att underlätta spelandet av denna litteratur.
I gamla orglar hade Vox humana stämman ett ganska stort utbud av mönster och tonal egenskaper. Det var under 1800-talet som designen blev ganska standardiserad. Idag konstruerar de flesta byggare vox humana pipor på ungefär samma sätt, men skärningen kommer att variera mellan byggare och enligt den tonstil som orgeln är konstruerat för.